# Лагеркранц, Роза
Русе Эльса Лагеркранц (швед. Rose Elsa Lagercrantz, урождённая Шмидт (швед. Schmidt); 12 июня 1947, Стокгольм, Швеция) — шведская писательница.
Русе Лагеркранц пишет в основном детскую литературу. Её первая книга «Лето Тулле» (Tullesommar) была опубликована в 1973 году. Она является наиболее известной благодаря книгам о «Меттеборге» и за рассказ «Девочка, которая не хотела целоваться», которые были удостоены Августовской премии в 1995. Она также получила Премию Астрид Линдгрен и Медаль Нильса Хольгерссона. Её книги были переведены на немецкий, корейский, японский, итальянский и русский. С 1966 года она замужем за Хуго Лагеркранцем.